# アルカボン
アルカボン（Alcabón）は、スペイン・カスティーリャ＝ラ・マンチャ州トレド県のムニシピオ（基礎自治体）。

## 地理
アルカボンはトリーホス郡に属し、サント・ドミンゴ＝カウディージャ、カルメーナ、サンタ・オラージャの各自治体と隣接する。

### 人口
2011年1月1日現在の人口は762人。
| アルカボンの人口推移 1900－2014                         |
|                                                         |
| 出典:INE（スペイン国立統計局）1900年 - 1991年、1996年 - |

## 歴史
アルカボンは少なくとも1095年にはその存在があったことがあったことが、文書に残されている。
1179年イングランド王妃レオノールがトレド大聖堂内にあるサント・トマス・カントゥアリエンセ礼拝堂にアルカボンを寄進し、1482年に第1代マケーダ公爵グティエーレ・デ・カルデナスに売却されるまで、その状態が続いた。
スペイン独立戦争ではフランス軍によって蹂躙された。

## 政治
自治体首長はカスティーリャ＝ラ・マンチャ国民党（Partido Popular de Castilla-La Mancha）のフリオ・ヘスス・ゴンサーロ・バルベルデ（Julio Jesús Gonzalo Valverde）で、自治体評議員は、カスティーリャ＝ラ・マンチャ国民党：4、カスティーリャ＝ラ・マンチャ社会党（Partido Socialista de Castilla-La Mancha、PSCM-PSOE）：3となっている（2011年5月22日の自治体選挙結果、得票順）。
| 1999年6月13日自治体選挙 |        |        |          |
| 政党                    | 得票数 | 得票率 | 獲得議席 |
| PSOE-PROG.              | 295    | 65.70% | 5        |
| PP                      | 146    | 32.52% | 2        |

| 2003年5月25日自治体選挙 |        |        |          |
| 政党                    | 得票数 | 得票率 | 獲得議席 |
| PSOE                    | 324    | 73.30% | 6        |
| PP                      | 106    | 23.98% | 1        |

| 2007年5月27日自治体選挙 |        |        |          |
| 政党                    | 得票数 | 得票率 | 獲得議席 |
| PSOE                    | 256    | 50.79% | 4        |
| PP                      | 231    | 45.83% | 3        |

| 2011年5月22日自治体選挙 |        |        |          |
| 政党                    | 得票数 | 得票率 | 獲得議席 |
| PP                      | 280    | 53.03% | 4        |
| PSOE                    | 243    | 46.02% | 3        |

### 司法行政
アルカボンはトリーホス司法管轄区に属す。